# Малави на летних Олимпийских играх 2000
Малави принимала участие в Летних Олимпийских играх 2000 года в Сиднее (Австралия) в шестой раз за свою историю, но не завоевала ни одной медали. Сборную страны представляли:
- Кэтрин Чикваква — бег на 5000 метров
- Фрэнсис Мунтали — бег на 1500 метров; несмотря на национальный рекорд, показанный в своём забеге (3:46.34) занял последнее место и завершил выступления.